# Pseudoatta argentina
Pseudoatta argentina är en myrart som beskrevs av Gallardo 1916. Pseudoatta argentina ingår i släktet Pseudoatta och familjen myror. IUCN kategoriserar arten globalt som sårbar.

## Underarter
Arten delas in i följande underarter:
- P. a. argentina
- P. a. platensis